# Valérie-Anne Giscard d'Estaing
Pour les autres membres de la famille, voir Famille Giscard d'Estaing.
Valérie-Anne Marie Aymone Giscard d'Estaing, née le 1er novembre 1953 à Paris, est une éditrice et galeriste française spécialisée dans la photographie.

## Famille
Valérie-Anne Giscard d'Estaing est la fille aînée du président de la République Valéry Giscard d'Estaing et d'Anne-Aymone Sauvage de Brantes.
Mariée le 10 décembre 1977 à Palerme au consulat de France avec le diplomate Gérard Montassier, ancien directeur de cabinet de Michel Guy, secrétaire d’État à la Culture de Valéry Giscard d'Estaing, elle en divorce le 9 juillet 1981. Elle se remarie le 4 décembre 1987 à New York avec l'éditeur Bernard Fixot. Ils ont deux enfants, Guillaume et Iris.

## Carrière
Diplômée de l'Institut d'études politiques de Paris en 1974, elle participe la même année à la campagne présidentielle de son père.
Elle entre au cabinet de Michel Guy, ministre de la Culture. Deux ans plus tard, elle quitte la sphère publique pour entrer chez Fayard, puis devient « editor » chez Hachette. En 1980, elle crée sa maison d'édition, Compagnie 12, spécialisée dans les documents et les livres illustrés. Elle publie notamment, de 1984 à 2002, le Livre mondial des inventions, un ouvrage à parution annuelle traduit en huit langues. Elle publie également les trois volumes des mémoires de son père, Le Pouvoir et la Vie (1988-2006). Parallèlement, elle dirige la collection Best Sellers aux Éditions Robert Laffont et fait découvrir au public français des auteurs comme Kathy Reichs, Preston-Child ou encore Nicholas Sparks.
En 2000, elle fonde l'agence photographique Photo12, spécialisée dans l'art, l'histoire et le cinéma. Puis en 2007, elle ouvre la Galerie Photo12, installée rue des Jardins-Saint-Paul dans Le Marais à Paris, qui représente notamment Jean-Marie Périer, Benno Graziani, Clark et Pougnaud, Christopher Thomas, Martin Usborne et Patrick Chauvel. En 2012, elle crée Fine Photographs LLC à Santa Monica (Californie), afin de développer la carrière de ses artistes aux États-Unis.
Elle a écrit plusieurs livres de cuisine sous le pseudonyme « Valérie-Anne » et « Valérie-Anne Létoile ».
Lors de l'élection présidentielle de 2012, elle soutient la candidature de Nicolas Sarkozy. À celle de 2017, elle participe à un rassemblement de soutien à Emmanuel Macron, le 17 avril à Bercy.

## Décorations
- Chevalière de la Légion d'honneur, le 21 mars 2008[8].